# Цянь Юньлу
Цянь Юньлу́ (кит. упр. 钱运录, род в октябре 1944, пров. Хубэй) — китайский политик.
Член КПК с июня 1965 года, член ЦК КПК 16—17 созывов (кандидат 14—15 созывов).

## Биография
По национальности ханец. Окончил Хубэйский университет, где учился статистике в 1963—1968 годах.
- В 1982—1983 годах — секретарь Хубэйского провинциального комсомольского комитета.
- В 1983—1998 годах — замглавы парткома пров. Хубэй, в 1991—1998 годах — глава Уханьского горкома КПК, в 1995—1998 годах — председатель НПКСК пров. Хубэй.
- В 1998—2000 годах — губернатор провинции Гуйчжоу.
- В 2000—2005 годах — глава парткома пров. Гуйчжоу и с 2003 года — председатель ПК СНП провинции.
- В 2005—2008 годах — глава парткома пров. Хэйлунцзян и председатель ПК СНП провинции.
- Зампред и ответсекретарь ВК НПКСК 11 созыва (2008—2012 гг.).

В 2010 вёл переговоры с экс-президентом Нигерии Олусегуном Обасанджо.